# Tiberio Julio Cándido Celso
Tiberio Julio Cándido Celso (en latín: Tiberius Julius Candidus Celsus) fue un senador romano, que vivió a finales del siglo I y mediados del siglo II, y desarrolló su cursus honorum bajo los reinados de Trajano, Adriano y Antonino Pío. Fue cónsul sufecto en el año 131 junto a Quinto Fabio Juliano.

## Orígenes familiares
Ronald Syme identificó a Celso como el hijo menor de Tiberio Julio Cándido Mario Celso, dos veces cónsul, en los años 86 y 105, y que era "quizás una década más joven" que sus dos hermanos mayores, Tiberio Julio Cándido Cecilio Símplice y Tiberio Julio Cándido Capitón, cónsul sufecto en el año 122.

## Carrera política
La mayor parte del cursus honorum de Celso aun nos son desconocidos, pero además de su consulado, podemos saber por una inscripción que en el año 121 fue pretor, y procónsul de Asia entre los años 143-144. Basado en estos hechos, es casi segura la posibilidad de que Celso sea el "Julio Cándido" que recibió un rescripto de manos del emperador Antonino Pío.